# Patronymes wallons de Suède
Les patronymes wallons de Suède ont été en grande partie recueillis par Erik Appelgren dans son ouvrage Valloneras Namn paru à Stockholm en 1968 et dont une ébauche (de A à B) a paru en Wallonie. Appelgren établit une liste de 628 noms qualifiés de Wallons au sens large bien que certains relèvent  de la Principauté de Sedan et que 57 noms sont plus exactement d'origine flamande.
Jean Germain, bibliothécaire en chef de l'Université catholique de Louvain et professeur en cette université, estime que le corpus « paraît relativement représentatif des noms de personne à cette époque dans nos contrées (...) dans les zones d'origine de la plupart d'entre eux. »

## Exemple de ces noms de famille
Appelgren distingue trois catégories : 1.Les noms de baptême 2. Les noms de métier (métiers manuels ou fonctions). 3. Les surnoms (d'origine géographique ou traits physiques et moraux). Dans la première catégorie, on retrouve beaucoup de noms encore très répandus en Wallonie comme Collet, Genot, Florquin, Colson, Pirette, Collin, Bertholet. Dans la deuxième catégorie, on peut noter Fosti (forestier), Sodar (soldat). Certains sont en rapport avec les métiers métallurgiques comme Defer et il y a les surnoms comme Canon ou Breuse (braise en wallon, breûje).

## Répartition de ces noms de famille
Jean Germain a tenté de voir si les noms cités par Appelgren permettaient de situer l'origine des émigrés wallons en Suède. Il a tenté notamment l'expérience avec Cerfont et Marteleur. Or l'aire de ces noms de famille est toujours circonscrite aujourd'hui : Cerfont est localisé dans la région de Liège, de Trooz et de Florenville. Quant à Martleur, il est spécifique de l'Entre-Sambre-et-Meuse (Couvin et Chimay) mais aussi d'autres régions autrefois riches en forges comme Marchin, Profondeville, Charleroi et Liège.

## Un cas particulier concernant leLuxembourg
Jean Germain critique une erreur commise par la revue des dialectes belgo-romans en 1967, le nom Bilock, considéré comme le premier Wallon à s'être installé en Suède vers 1600 dans le Värmland. En wallon la biloke ou la bioke (bullucca en latin médiéval), c'est la prune ronde ou la reine-claude. La carte de l'Atlas linguistique de la Wallonie montre que la forme biloke est connue à la fois à l'est (Liège et Malmedy, mais aussi à l'ouest à Charleroi, Namur mais aussi au cœur du Luxembourg wallon et en Gaume qui possèdent encore actuellement 68 % de porteurs de ce nom sous quatre variantes : Bilocq, Billocq, Bilocque et Biloque (le correspondant gaumais en est proche : bloce) de même qu'à Arlon. D'une manière générale l'ancien Duché de Luxembourg est souvent évoqué dans les contrats des ouvriers wallons partis en Suède au début du XVIIe siècle 

## Conclusion
Il faut en conclure, selon Jean Germain que l'étude des noms de famille permet de localiser le lieu d'origine de certains émigrés, du moins d'en circonscrire l'aire approximative dans la liste des noms établie par Appelgren et dont le Professeur Germain estime qu'elle traduit une diffusion des noms wallons actuels, l'émigration en Suède ayant été ainsi le fait de la plupart des régions de l'actuelle Wallonie, du moins celles qui ont connu une activité métallurgique soit les provinces wallonnes actuelles sauf, semble-t-il, le Brabant wallon.